# Гражданское общество
Гражда́нское о́бщество — совокупность граждан, не приближенных к рычагам государственной власти; совокупность общественных отношений вне рамок властно-государственных и коммерческих структур; сфера самопроявления свободных граждан и добровольно сформировавшихся некоммерческих направленных ассоциаций и организаций, ограждённых от прямого вмешательства и произвольной регламентации со стороны государственной власти, а также других внешних отличий.
Развитое гражданское общество является важнейшей предпосылкой построения правового государства и его равноправным партнёром. Согласно классической схеме Дэвида Истона, гражданское общество выступает как фильтр требований и поддержки общества к политической системе.

## Условия существования гражданского общества
- атомизация общества, превращение человека в индивида, освобождённого от всяких уз, связывающих его с ближними[2];
- наличие в обществе частной собственности на средства производства: «Первый, кто расчистил участок земли и сказал: „Это моё“, — стал подлинным основателем гражданского общества» (Жан-Жак Руссо);
- наличие конфронтации имущих с неимущими в форме постоянно текущей «холодной гражданской войны», «хищничество богачей, разбой бедняков» (Руссо)[2];
- наличие демократии в социальной сфере;
- правовая защищённость граждан;
- определённый уровень гражданской культуры;
- высокий образовательный уровень и высокая гражданская активность населения;
- наиболее полное обеспечение прав и свобод человека;
- самоуправление;
- конкуренция образующих его структур и различных групп людей;
- свободно формирующиеся общественные мнения и плюрализм;
- многоукладная экономика;
- большой удельный вес в обществе среднего класса.

## Концепция гражданского общества
В общественных науках выделяются следующие основные подходы к определению сущности гражданского общества:
- как противопоставление анархии;
- как противоположность работе церкви;
- как комплекс общественных отношений, противоположных государству;
- как конкретный феномен западной цивилизации.

О трудностях становления гражданского общества свидетельствует история разработки его концепции в западной общественно-политической мысли.

Томас Гоббс, английский философ:

Гражданское общество — это союз индивидуальностей, коллектив, в котором все его члены обретают высшие человеческие качества. Государство превалирует над гражданским обществом.

Джон Локк, английский философ:

Гражданское общество — это общество политическое, то есть общественная сфера, в которой государство имеет свои интересы.

Шарль Монтескьё, французский философ:

Гражданское общество — это общество вражды людей друг с другом, которое для её прекращения преобразуется в государство.

Томас Пейн, американский просветитель:

Гражданское общество — благо, а государство — неизбежное зло. Чем совершеннее гражданское общество, тем менее оно нуждается в регулировании со стороны государства.

Георг Гегель, немецкий философ:

Гражданское общество — сфера реализации особенно частных целей и интересов отдельной личности. Подлинной свободы в гражданском обществе нет, так как в нём постоянно присутствует противоречие между частными интересами и властью, носящее всеобщий характер.

Карл Маркс и Фридрих Энгельс, немецкие экономисты и социологи:

Гражданское общество — сфера материальной, экономической жизни и деятельности людей. Именно оно является первичным по отношению к государству, гражданская жизнь как сумма разнообразных интересов скрепляет государство.

## Этапы формирования гражданского общества
По В. В. Меркулову, современный период развития гражданского общества можно разделить на три этапа:
1. На первом этапе происходит разделение гражданской и государственной сфер общества. Начинается взаимодействие гражданского общества и аппарата государственной власти посредством современных демократических механизмов (выборы, референдумы, митинги, петиции и т. д.). Развивается преимущественно частная сфера общественной жизни, появляются различные институты, организации, обслуживающие частные интересы людей. В данный период преобладает система классического капитализма — с частной собственностью, рыночной экономикой, свободной конкуренцией. Главными классами на этом этапе являются предприниматели и рабочие. Для продолжения формирования гражданского общества необходимо верховенство права и правовое государство с рыночной экономической системой.
2. Далее начинает развиваться не только частная, но и общественная сфера жизни. Гражданское общество, которое было вынуждено самостоятельно защищать экономические интересы различных социальных слоёв передаёт эти обязанности государству, которое становится благодаря этому не только правовым, но и социальным. На данном этапе сглаживается конфликт между интересами капиталистов и наёмных рабочих, общество стремится к компромиссу между интересами различных социальных групп. Основное место занимает средний класс, а также укрепляются позиции сервисного класса — это менеджеры, коммерсанты, аналитики.
3. На третьем этапе формирования гражданского общества происходит его глобализация и плюрализация. Классовая борьба стремится к нулю, поляризация общества (вражда между его классами) практически исчезает. Различные социальные группы имеют разные интересы только в силу своих культурных особенностей, а не из-за вражды с другими группами. Разнообразные субъекты гражданского общества вырабатывают собственные стратегии и пути развития, а в самом обществе практикуется толерантность, терпимость ко всему спектру социальных групп, классов, этнических групп и т. д.[4]

## Философские постулаты
- Гражданское общество — общество негосударственного типа[5]. В современном понимании гражданское общество — общество с развитыми экономическими, политическими, правовыми и культурными отношениями между людьми, независимое от государства, но взаимодействующее с ним.
- Гражданское общество — горизонтально структурированная сеть некоммерческих организаций, функционирующая ради реализации общественных интересов, но без цели достижения политической или коммерческой выгоды и объединяющая граждан-волонтёров, участвующих в общественной жизни без цели материальной выгоды.
- Гражданское общество основывается на отношениях социальной солидарности в отличие от государства, построенного на основе властных отношений и бизнеса, функционирующего в рамках эгоистической морали и отношений конкуренции.
- Гражданское общество — общество людей высокого социального, культурного, морального экономического статуса, создающих вместе с государством развитые правовые отношения.
- Гражданское общество имеет сложную структуру, которая включает в себя: хозяйственные, экономические, этнические, религиозные и правовые отношения. Гражданские связи представляют собой отношения конкуренции и солидарности между юридически равноправными партнёрами.
- Условием возникновения гражданского общества является появление у граждан общества экономической самостоятельности на базе частной собственности, а также гражданских свобод. Гражданское общество — общество цивилизованных рыночных отношений.
- Важной характеристикой гражданского общества является достижение высокого уровня самоорганизации и саморегуляции общества.
- Гражданское общество организуется после разделения сфер влияния между государством и гражданином. Сужение тотальной власти государства осуществляется через введение неотъемлемых прав человека по определённым неполитическим категориям. Категориями неотъемлемых прав считаются право на труд (экономика), на национальные культурные ценности (культура), на исполнение религиозных обрядов, на свободу обмена информацией, свободу самореализации. Все спорные вопросы между гражданами решаются независимым судом.
- Гражданское общество становится глобальным феноменом.

## Функции гражданского общества
- Защита частных сфер жизни людей;
- Сдерживание политической власти от абсолютного господства путём контроля за соблюдением конституционных принципов правового государства и разделения властей;
- Стабилизация общественных отношений и процессов, обеспечение баланса между государственной и коммерческой сферами общества;
- Защита и продвижение общественных интересов;
- Постоянная мирная борьба за внедрение в жизнь конституционного принципа правового государства;
- Постоянный мониторинг законодательства на предмет коррупционных рисков[6].

Общественные организации объединяются в соответствии со своими целями и задачами, а также в рамках реализуемых проектов. Например, по защите окружающей среды в рамках какой-либо региональной проблемы.
Многие образовательные организации, например, университеты и библиотеки организованы как некоммерческие организации, что позволяет им получать гранты от различных благотворительных фондов и иметь налоговые льготы от государства.
Финансируются данные организации в рамках заявленных проектов на конкурсной основе со стороны множества различных правительственных и неправительственных национальных и международных благотворительных фондов, также имеющих свою специализацию: защита окружающей среды, продвижение демократии в конкретной стране, защита прав человека и т. д. Например, фонд Рокфеллера поддерживает различные образовательные проекты по всему миру, проекты в сфере здравоохранения и т. д. или крупнейший в мире благотворительный фонд Билла и Мелинды Гейтс, поддерживающий проекты в области здравоохранения и борьбы с бедностью.
Благотворительные фонды посредством своей политики выделения грантов в значительной степени управляют деятельностью некоммерческих организаций, осуществляя мониторинг, курируя реализацию проектов, а также определяя гуманитарные технологии, применяемые в проектах.

## Историческая роль

### Позитивная оценка
- Гражданское общество является важнейшим элементом в системе сдержек и противовесов современного общества, позволяющим контролировать и ограничивать деятельность институтов государственной власти и бизнеса, предотвращая нарушения закона и их чрезмерное вмешательство в частную жизнь граждан.
- Гражданское общество позволяет эффективно продвигать интересы различных социальных групп, защищать их права, в том числе посредством выдвижения законодательных инициатив.
- Институты гражданского общества, функционирующие на основе сотрудничества и кооперации различных социальных групп, сглаживают социальные противоречия и гармонизуют общественные отношения.

### Негативная оценка
- Финансовая политика благотворительных фондов часто изменяется, их поддержка общественных организаций ограничена коротким временным промежутком, что часто приводит к имитации решения социальных проблем и распаду действительно независимых общественных организаций.
  - Низкий уровень гражданской активности и правовая безграмотность населения делает затруднительным построение гражданского общества в таких странах.

- Гегельв работе «Философия права» писал: «В гражданском обществе каждый для себя — цель, все другие суть для него ничто... Можно рассматривать эту систему ближайшим образом как внешнее государство, — как основанное на нужде государство рассудка... Гражданское общество представляет собой зрелище как излишества, так и нищеты и общего обоим физического инравственного упадка.[7]»

- Герберт Маркузе в книге «Разум и революция» утверждает: «При фашизме гражданское общество главенствует над государством»[8].

- С. Г. Кара-Мурза: «Фундаментальный смысл понятия гражданского общества основан на двух концепциях: антропологической (человек как индивид, атом) и полит-экономической (частная собственность). Следовательно, это понятие в его главном смысле неприложимо к незападным культурам, стоящим на иных антропологических и полит-экономических представлениях»[9].

Существенным недостатком в работе общественных организаций и объединений на данном этапе является то, что между гражданскими формированиями ещё не наблюдается устойчивой, системной и организованной связи, которая необходима для создания силы, способной повлиять на власть в случаях нарушений прав и свобод человека и гражданина.
Проблемы гражданского общества:
Проблема формирования гражданского общества тесно связана с проблемой взаимодействия государственной власти и гражданского общества, которая в свою очередь является ключевой в процессе государственного устройства, что и обуславливает актуальность данной проблемы. На данный момент, все ещё продолжается процесс формирования гражданского общества. В современной России процесс этот усложняется отсутствием четко слаженного выхода к цивилизованным рыночным отношениям, отсутствием большого слоя собственников, также низкой эффективностью механизма правовой защиты личности. Да, на сегодняшний день преступность не сведена к минимальным показателям и правовая активность населения находится на низком уровне. проблемы формирования гражданского общества напрямую связаны с образованием, воспитанием, как несовершеннолетних, так и всего населения нашей страны. Под формированием гражданского общества мы должны понимать, что это осознанное участие населения в делах государства, и также участие в формировании высших и местных органов власти.